# Sarcocornia xerophila
Sarcocornia xerophila är en amarantväxtart som först beskrevs av Toelken, och fick sitt nu gällande namn av Andrew John Scott. Sarcocornia xerophila ingår i släktet Sarcocornia och familjen amarantväxter. Inga underarter finns listade i Catalogue of Life.